# لورا روجرز
لورا روجرز (بالإنجليزية: Laura Rogers)‏ هي ممثلة بريطانية، ولدت في 10 مارس 1979.

## وصلات خارجية
- لورا روجرز على موقع IMDb (الإنجليزية)
- لورا روجرز على موقع ميوزك برينز (الإنجليزية)